# Pevnost Olomouc
Pevnost města Olomouc byla budována od založení města, ale nejvíce se rozvíjela zejména od 16. do 19. století. Ve své době šlo o moderní bastionovou pevnost. Zrušena byla v roce 1886.

## Vývoj pevnosti

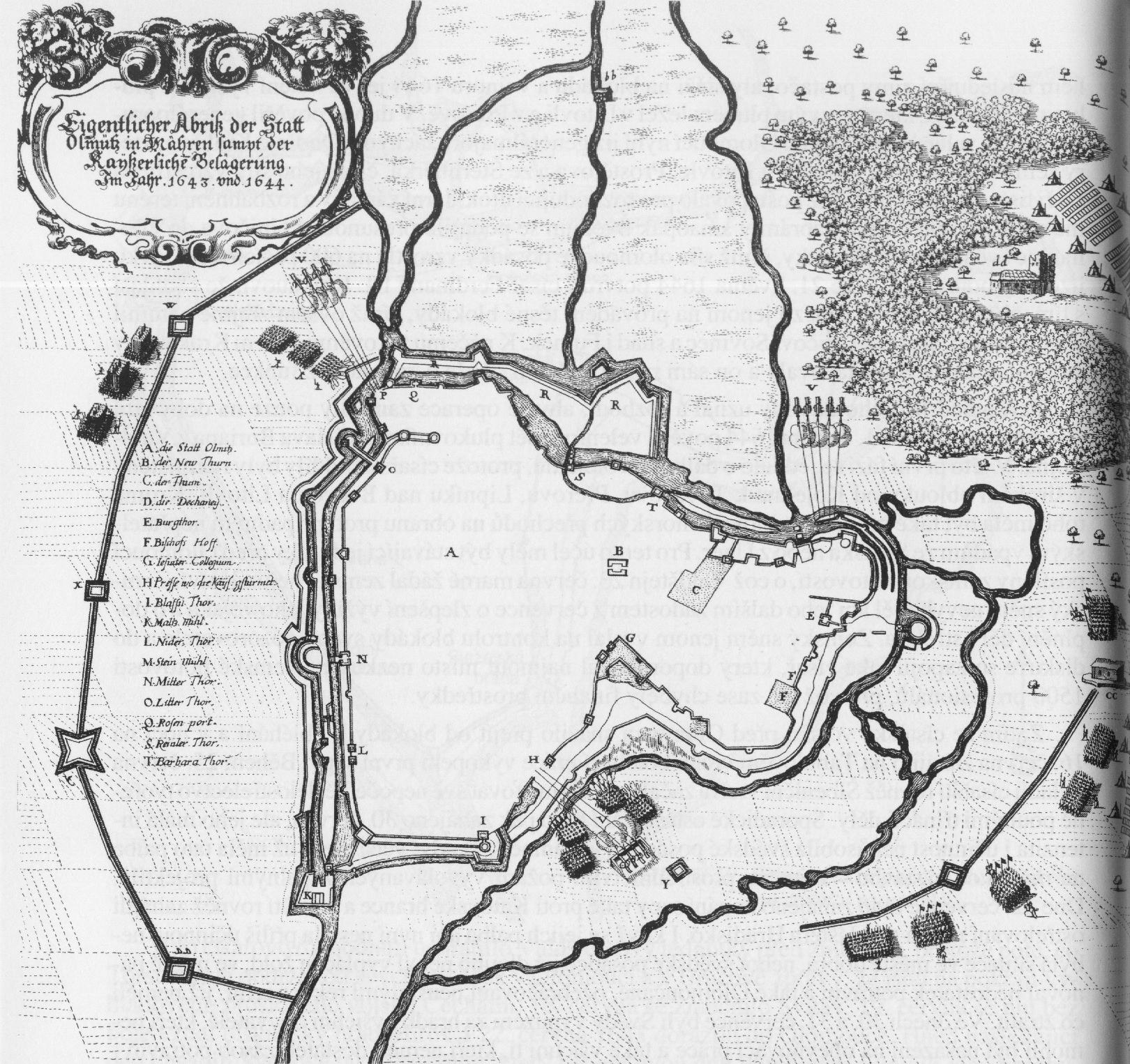
Obléhání města Olomouce císařskými vojsky roku 1643 a 1644

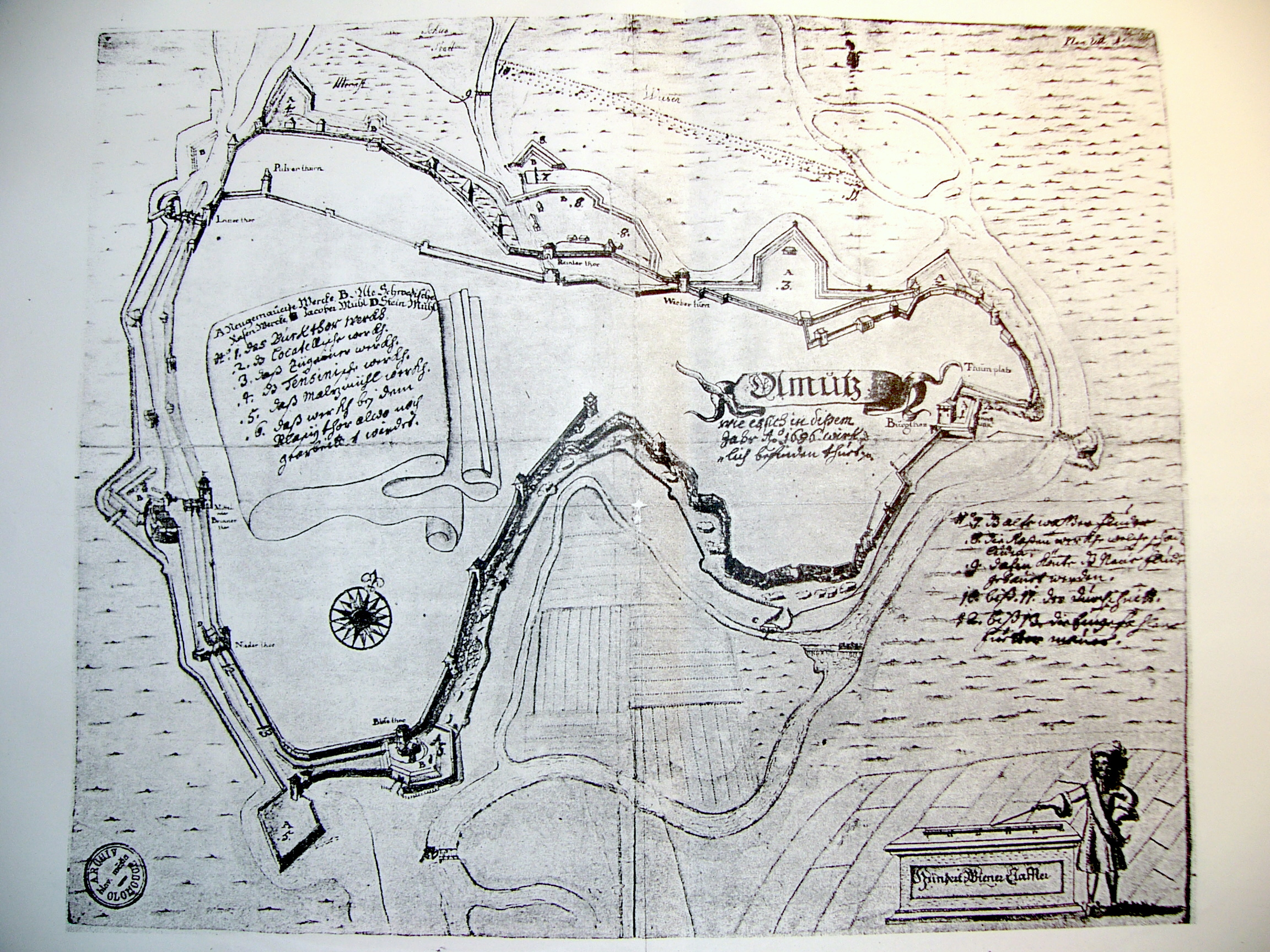
Plán hradeb města Olomouce z roku 1686 ukazuje obranu pevnostního města. Později v 18. století se obranné stavby ještě rozšířily

### Středověk
Jako první vznikl v 11. století nový olomoucký hrad s opevněním. Mezi roky 1239–1246 pak došlo ke spojování jednotlivých kupeckých osad v jedno město, které bylo postupně opevňováno kamennými hradbami, a na přelomu 13. a 14. století už lze hovořit o celistvém raně gotickém opevnění města. K rozšíření hradeb došlo po roce 1526: do městského obvodu bylo pojato území Bělidel na severní straně města (dnešní Sokolská ulice).

### 17. století
Během třicetileté války bylo město okupováno švédskými vojsky (1642–1650), která provedla rozsáhlé opravy hradeb a novou výstavbu, především na severní straně města. Pro lepší obranu města byla vypálena veškerá předměstí za hradbami. V té době byly funkční pouze čtyři městské brány: Hradská, Blažejská, Střední a Rohelská. V roce 1655 byla Olomouc císařem Ferdinandem III. prohlášena pevností. Na Moravě měla tento status ještě města Brno, Jihlava, Uherské Hradiště a hrad Helfštýn. Prvním pevnostním velitelem pevnosti byl jmenován Locatello de Locatelli, jenž dohlížel na její výstavbu. 
V roce 1658 navrhl maršál Louis Raduit de Souches plán zesílení stávajícího opevnění a jeho doplnění pětiúhelníkovými bastiony, roku 1699 byl předložen nový návrh pevnostního systému podle Vaubanova systému a  fortifikační projekt z roku 1717, navazující na plán z roku 1699, navrhoval úplnou soustavu bastionů kolem celého města. Jeho autorem byl Louis de Rochetz.

### 18. století
Ovšem až z rozhodnutí císařovny Marie Terezie z roku 1742 byla do roku 1757 vybudována úplná bastionová pevnost podle plánů inženýra Petra Filipa Bechade de Rochepine. Olomouc se stala velmi moderní bastionovou polygonní pevností s množstvím redut a předsunutých pevnůstek, byla také postavena korunní hradba. Opevněno bylo též Klášterní Hradisko. Opevnění bylo vystavěno dle francouzské školy. Po ztrátě Slezska se Olomouc stala strategickou pohraniční pevností, kterou v roce 1758 neúspěšně po pět týdnů obléhali Prusové. Poté následovala výstavba fortů kolem celého města, šlo o věnec 17, později 21 pevnůstek kolem celého města.

### 19. století
Za napoleonských válek byl v pevnosti vězněn generál Lafayette a ubytován zde byl maršál Suvorov. Když v roce 1850 vzrůstalo napětí mezi Rakouskem a Pruskem, byl do Olomouce povolán maršál Radecký. V té době také pevnost a přilehlé nově stavěné pevnůstky na západní straně města několikrát navštívil císař František Josef I., setkal se zde s ruským carem Mikulášem I.
Nicméně předpokládané dobývání olomoucké pevnosti při prusko-rakouské válce se v roce 1866 neuskutečnilo a pevnost tak ztratila svůj strategický význam. Dokladem této ztráty důležitosti bylo například jmenování Wilhelma Lenka z Wolfsberku velitelem pevnosti v roce 1870, které obdržel jako odměnu za svou padesátiletou službu spolu s Řádem železné koruny. Za jeho velení došlo ještě v letech 1870–1876 k výstavbě poslední pevnůstky v Radíkově, ale úpadek významu olomoucké pevnosti pokračoval. 
V listopadu 1886 došlo do Olomouce císařské nařízení z 9. března 1886, kterým byla olomoucká pevnost zrušena a byl tak umožněn další rozvoj města. Již v roce 1876 byla zbořena Hradská brána vedoucí na východ směrem k železničnímu nádraží a na jejím místě vznikla Dómská čtvrť.

## Architektura pevnosti

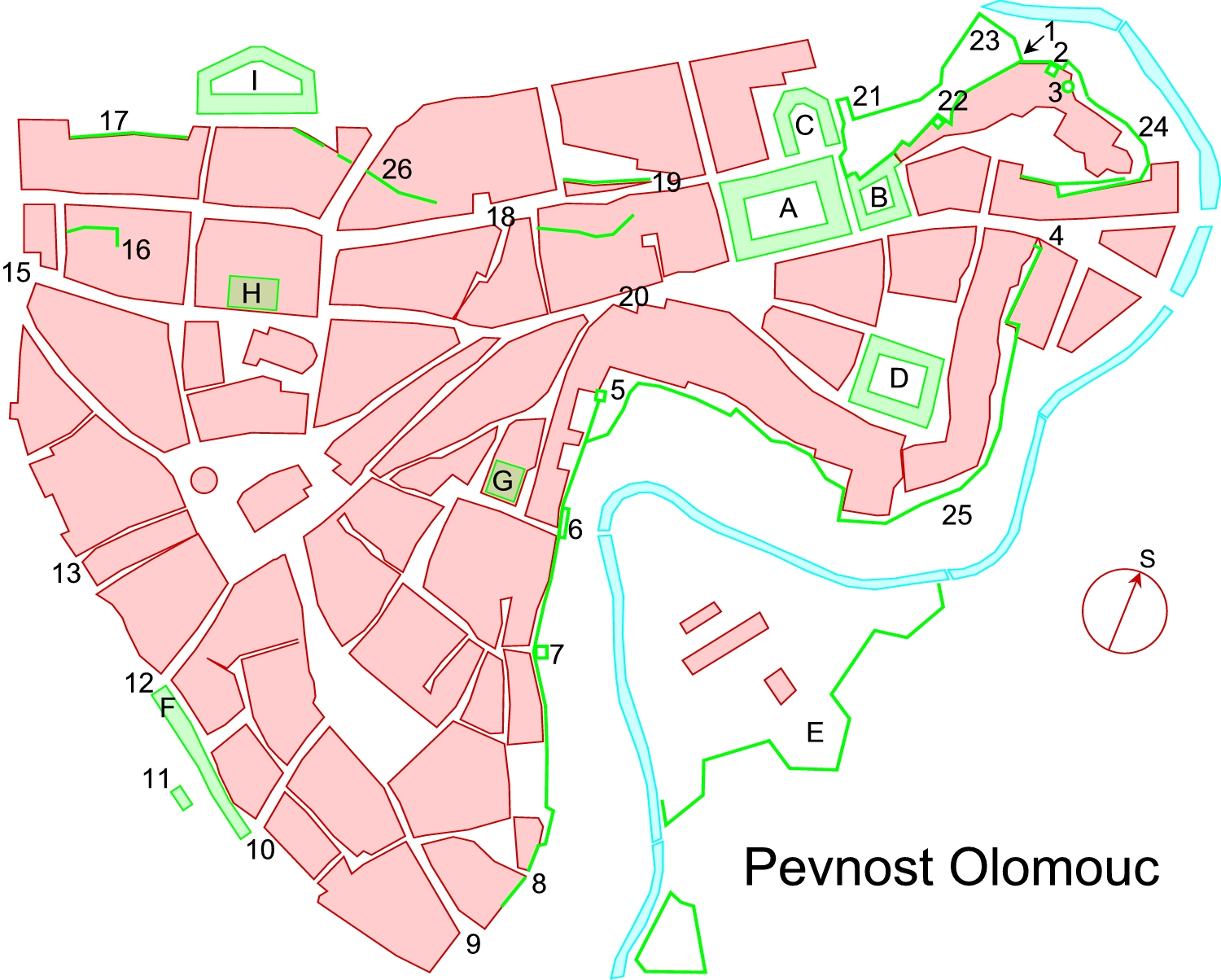
Plán pevnosti Olomouc:
A – Hanácká kasárna
B – Dům armády
C – Vojenská pekárna
D – Tereziánská zbrojnice
E – Korunní pevnůstka
F – Vodní kasárna
G – prostor zbořené Městské zbrojnice
H – prostor zbořených Mořických kasáren
I – Staroměstská kasárna
1 – Cikánská branka
2 – hranolová obranná věž
3 – okrouhlá románská věž
4 – prostor zbořené Vnitřní Hradské brány
5 – Židovská brána
6 – Michalský výpad
7 – Katovská branka
8 – prostor zbořené Blažejské brány
9 – prostor zbořené Kateřinské brány
10 – prostor zbořené Dolní brány
11 – Terezská brána
12 – prostor zbořené Střední brány
13 – prostor zbořené tzv. Putzentürl-pförtl
15 – prostor zbořené Litovelské brány
16 – pozůstatky středověkého opevnění s Prašnou věží
17 – pozůstatky renesančního opevnění s Růžovou brankou
18 – prostor zbořené Rohelské brány a zbořené Vodární věže
19 – prostor zbořené Barbořiny brány s pozůstatky pozdněgotických hradeb
20 – prostor zbořené Nové brány
21 – pozůstatky Špitálského bastionu
22 – bývalá Brána Všech svatých
23 – Locatelliho bastion
24, 25, 26 – pás středověkých hradeb

|  | současná městská zástavba historického jádra |
|  | současné části pevnosti Olomouc              |
|  | současný Mlýnský potok                       |

### Brány, věže a hradební prvky

#### Jihovýchodní strana
- Hradská (Opavská, Kopecká) brána, zbořena roku 1876. Dělila se na vnitřní a vnější, vzdálené od sebe několik metrů a spojené padacím mostem. Vnitřní brána měla vlastní strážní domek a také v ní byly umístěny lavice k tělesným trestům (Schwitzbänke). Roku 1678 byla obnovena z odkazu generála Felixe Scherovského. Vnější brána měla podobu barbakánu.[3]
- Židovská brána mezi budovami Jezuitského konviktu v Univerzitní ulici je zachována dodnes ještě s otvory pro uchycení padacího mostu
- Michalský výpad, hranolová čtyřboká věž se schodištěm z roku 1756. Podle V. Richtera by mohla pocházet už ze 13. století.[4]
- Katovská branka, hranolová čtyřboká věž, dnes nezastřešená, schodiště zřízeno roku 1943
- Blažejská brána v ústí Blažejského náměstí do Bezručových sadů, jedna z nejstarších bran, uzavřena Švédy roku 1645, po otevření Kateřinské brány sloužila jako prachárna, zbořena postupně 1826–1904
- Kateřinská brána v ústí Kateřinské ulice, zřízena roku 1699 ve staré hradební zdi, díky své výhodnější poloze nahradila Blažejskou bránu, zbořena 1878

#### Západní strana
- Litovelská brána na dnešním náměstí Hrdinů, v letech 1644 až 1645 zcela zničena, následně znovu zbudována. Zbořena roku 1882, její část byla přenesena ke vchodu do Čechových sadů[5]
- tzv. Putzentürl-pförtl (někdy také Butzen-Thürl) – branka k čištění stok v ústí Švédské uličky, zbořena
- Střední brána v ústí Pavelčákovy ulice, v 18. století přejmenována na Vnitřní Terezskou, zbořena 1883
- Terezská brána, barokní cihlová stavba s kamenosochařskou výzdobou z 18. století na třídě Svobody je zachována dodnes, je kryta zeleným drnem
- Dolní brána v ústí Lafayettovy ulice, zbořena roku 1884. Ve 14. století označována také jako brána Řeznická podle blízkých masných krámů.

#### Severní strana
- Okrouhlá románská věž s kaplí svaté Barbory
- Hranolová gotická obranná věž olomouckého hradu, zachována, součást areálu Arcidiecézního muzea
- Cikánská branka v Locatelliho bastionu používaná jako spojnice s Klášterem Hradisko, zachovaná
- Locatelliho bastion v Parku pod Letním kinem, zachovaný, stavba započata za švédské okupace, dostavěn roku 1676
- Brána Všech svatých, zachovaná dodnes v areálu Olomouckého hradu, viditelná z Letního kina
- Špitálský bastion mezi ulicemi Dobrovského a Koželužskou, stavěn od roku 1656, později zbořen, jeho pětiúhelníkový tvar kopíruje bývalá vojenská pekárna
- Barbořina brána (Warberturm) v Koželužské ulici, nově postavena 1661, ale existovala již dříve, dnes zbořena, ale zachovaly se fragmenty pozdněgotických hradeb
- Nová brána v dnešní Denisově ulici v ústí u kostela Panny Marie Sněžné spojovala město s Předhradím, doložená již roku 1388, zbořena 1787
- Vodární věž vedle Rohelské brány, zbořena 1905
- Rohelská (Františkova) brána na souběhu ulic Kačení a Vodární, roku 1834 přestavěna a přejmenována na Františkovu, zbořena 1884
- Růžová branka ve Slovenské ulici, částečně zachována v cihlovém opevnění
- Prašná věž v bloku mezi ulicemi 8. května a Sokolskou, zbořena

### Kasárna a vojenské objekty
- Tereziánská zbrojnice na Biskupském náměstí, dnes Knihovna Univerzity Palackého
- Staroměstská kasárna na Slovenské ulici z roku 1810
- Dům armády (bývalá kadetka, ještě dříve augustiniánský klášter) na třídě 1. Máje
- Hanácká kasárna (také Nová nebo Špitálská) na třídě 1. Máje
- Vodní kasárna a kasematy na třídě Svobody
- Mořická kasárna na místě dnešního Komenia, zbořena (částečně zachován zadní trakt)
- Městská zbrojnice na místě dnešní školy Na Hradě (v majetku Univerzity Palackého), zbořena
- Vojenská pekárna v bývalém Špitálském bastionu, pětiúhelníková stavba, dnes sídlo Galerie Podkova

### Pevnůstky (forty)
Forty kolem olomoucké pevnosti byly budovány od konce 18. století, do roku 1866 bylo postaveno 17 pevnůstek, v následujících letech pak další 4, nejpozději (roku 1874) byla postavena Radíkovská pevnůstka. Nejznámější jsou:
- Korunní pevnůstka v Botanické zahradě, která ale patřila k baroknímu bastionovému opevnění (není to tedy fort), jedná se o souměrnou korunní hradbu a byla dříve plně začleněna do bastionového opevnění. Jelikož opevnění bylo postupně komplet zbouráno, přičemž korunní hradba, jako jedna z mála, zůstala, postupně sešla z paměti jako obyčejná hradba a byla místními považována za fort, kterým však nikdy nebyla.
- forty u Křelova
- forty v Neředíně, Slavoníně, Chválkovicích, na Tabulovém vrchu, na Nové Ulici
- Radíkovská pevnůstka (Fort Radíkov)
- a další.

Podle dnešního pojmenování jsou to tyto:
- Fort I Černovír (dvojitá pevnůstka na obou stranách dráhy Olomouc-Praha) – dnes neexistuje,
- Fort II Chválkovice – nemovitá kulturní památka, rejstříkové číslo ÚSKP 14751/8-1719,[6]
- Fort IV Bystrovany – nemovitá kulturní památka, rejstříkové číslo ÚSKP 42054/8-1720,[7]
- Fort VIII Holice (z velké části zanikl) – nemovitá kulturní památka, rejstříkové číslo ÚSKP 23725/8-1721,[8]
- Fort XI Slavonín – nemovitá kulturní památka, rejstříkové číslo ÚSKP 26836/8-1722,[9]
- Fort XIII Nová Ulice – nemovitá kulturní památka, rejstříkové číslo ÚSKP 37376/8-1717,[10]
- Fort XV Neředín – nemovitá kulturní památka, rejstříkové číslo ÚSKP 27455/8-1723,[11]
- Fort XVII Křelov – nemovitá kulturní památka, rejstříkové číslo ÚSKP 28993/8-1724,[12]
- Fort XX Křelov – nemovitá kulturní památka, rejstříkové číslo ÚSKP 14189/8-1725,[13]
- Fort XXII Černovír – nemovitá kulturní památka, rejstříkové číslo ÚSKP 15080/8-1726.[14]

Mezi forty se řadí i 2 pevnůstky (Fort Tabulový vrch a Fort Šibeniční vrch), které ale de facto nejsou součástí fortové pevnosti a vznikly jako rozšíření staršího systému opevnění po úspěšném ukončení obléhání Olomouce v roce 1758.
- Fort Tabulový vrch – nemovitá kulturní památka, rejstříkové číslo ÚSKP 23652/8-1728,[15]
- Fort Šibeniční vrch – nemovitá kulturní památka, rejstříkové číslo ÚSKP 104985.[16]

V 19. století bylo ale kvůli vývoji artilerie nutno vzdálit obléhací linii, proto se objevil návrh na vybudování třech festů na Babě, na Chlumu a Svatém kopečku. z nich byl vybudován pouze fort v Radíkově.
Některé forty jsou zapsány v Ústředním seznamu kulturních památek České republiky (ÚSKP), který vede Národní památkový ústav (NPÚ). Některé forty po roce 1989 přešly do soukromého vlastnictví a nadšenci je revitalizují (např. Občanské sdružení Fortový věnec).

## Fotogalerie

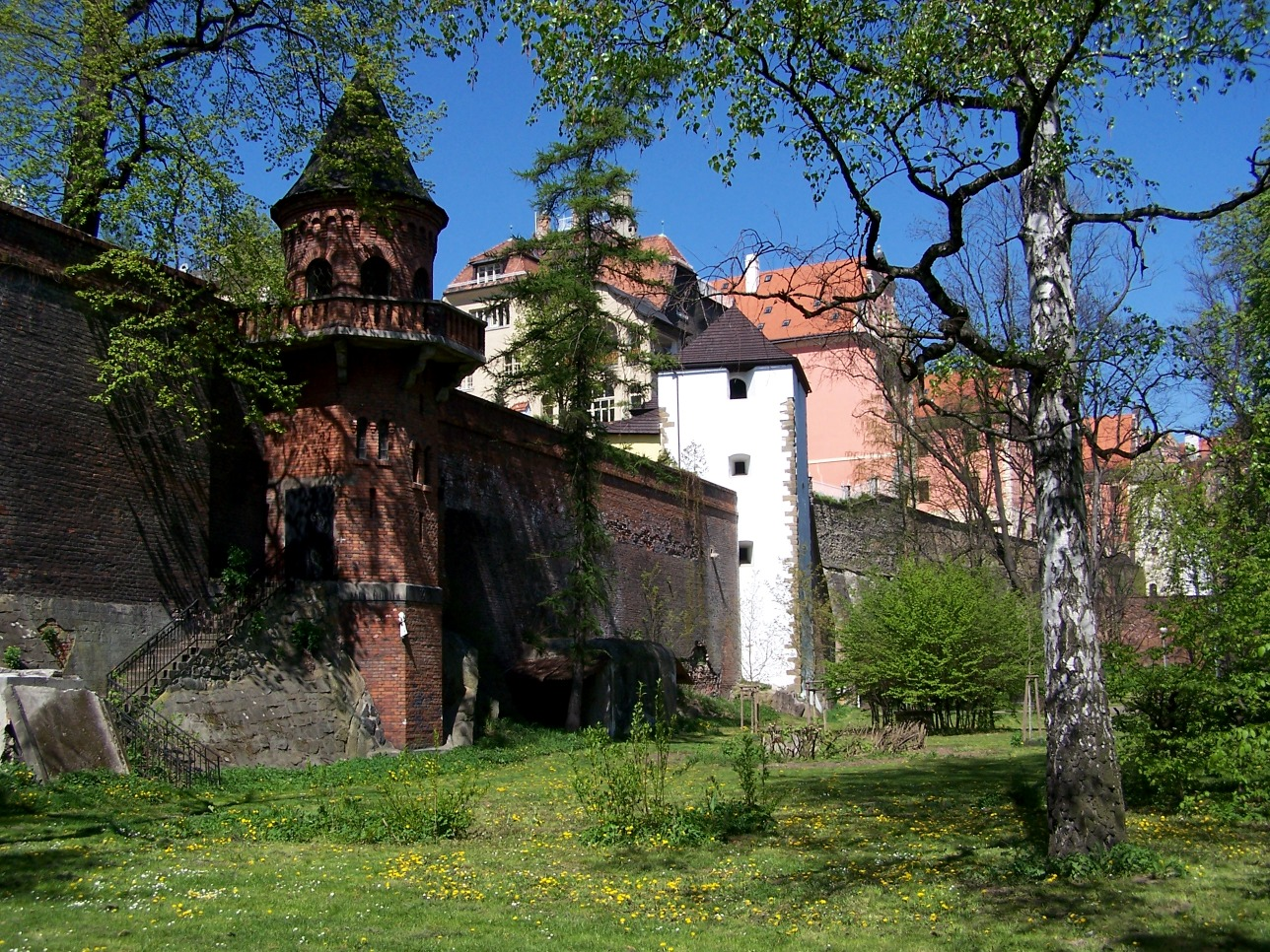
Hradební věže v Bezručových sadech
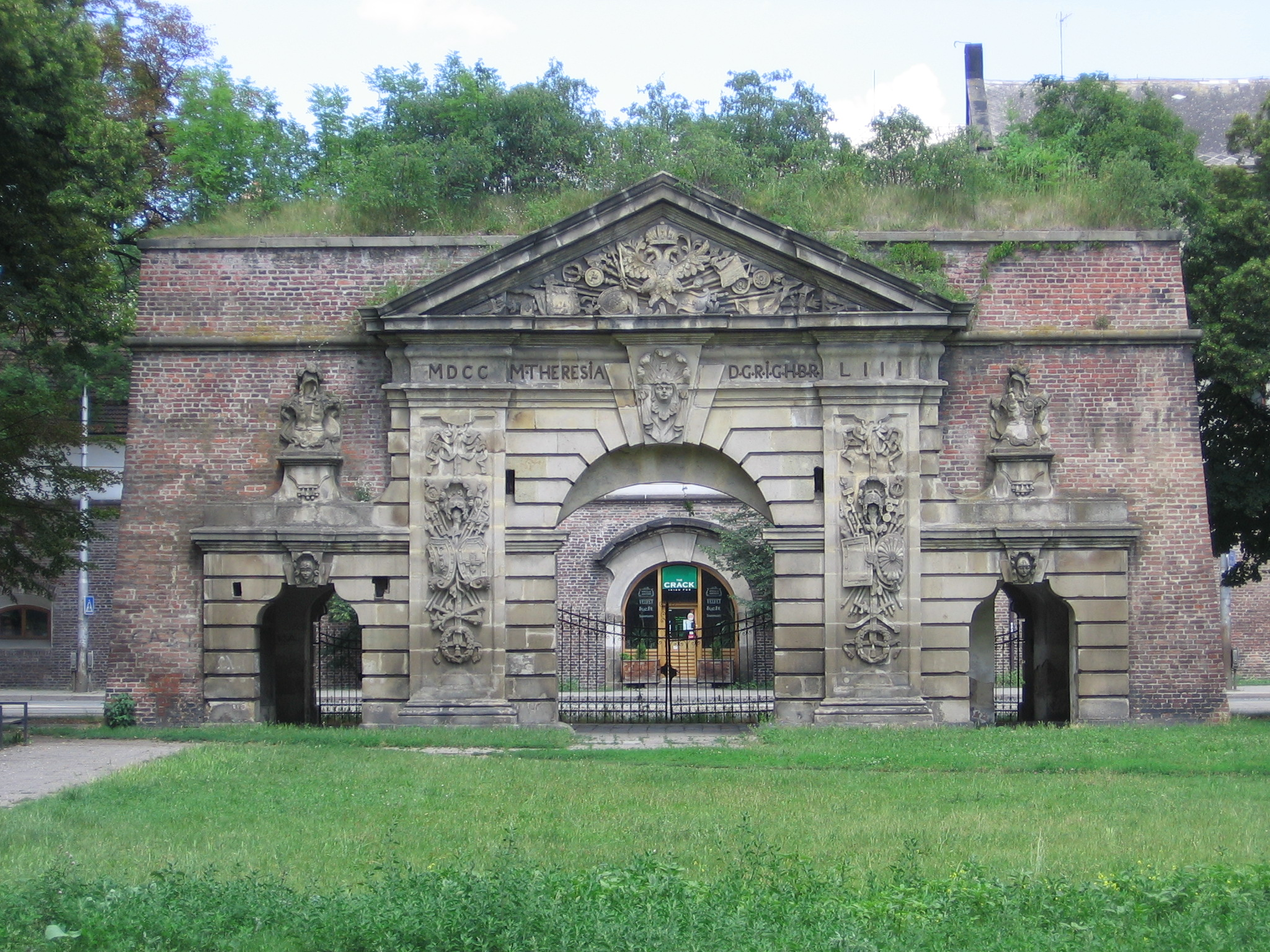
Terezská brána
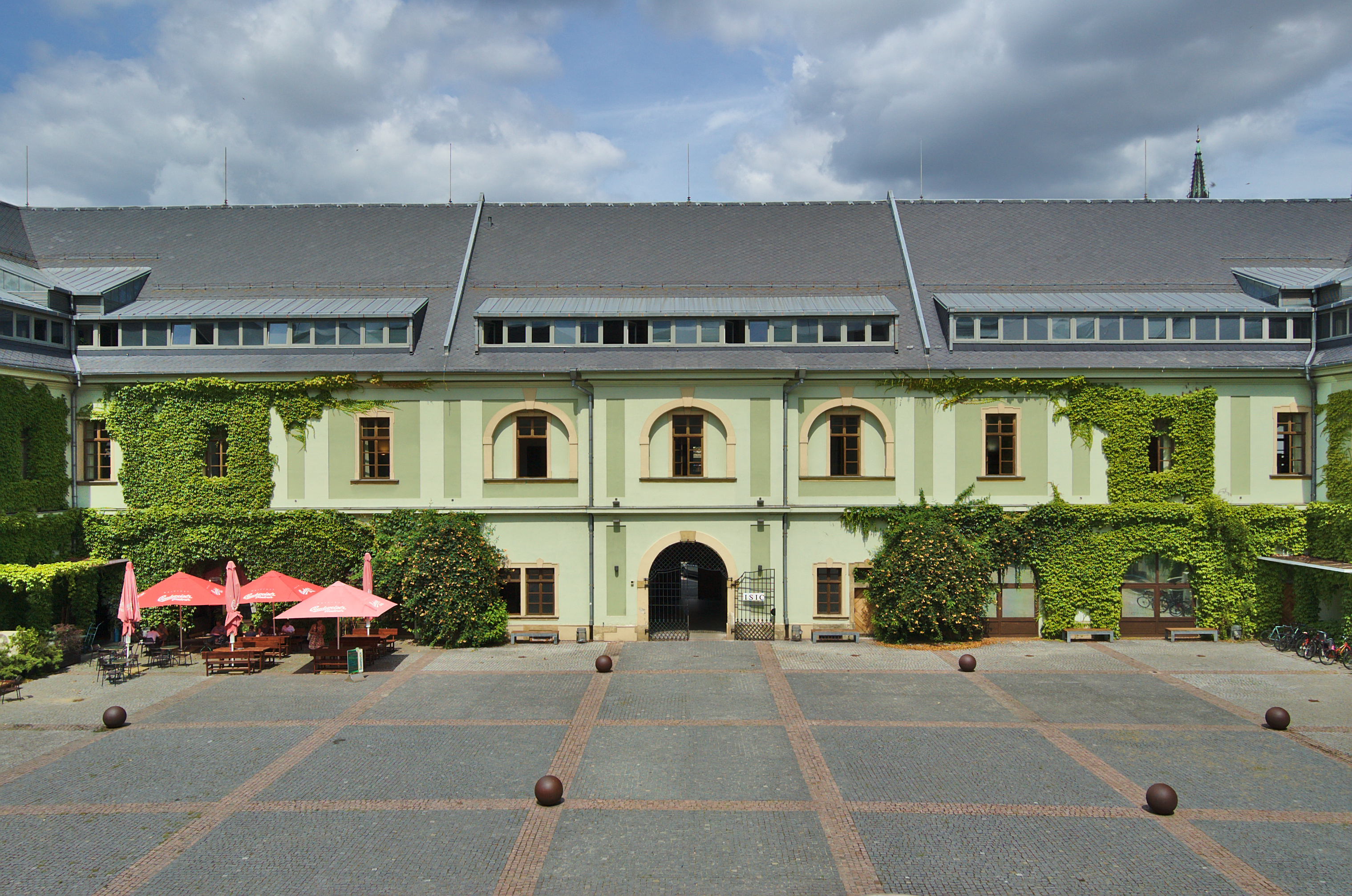
Tereziánská zbrojnice
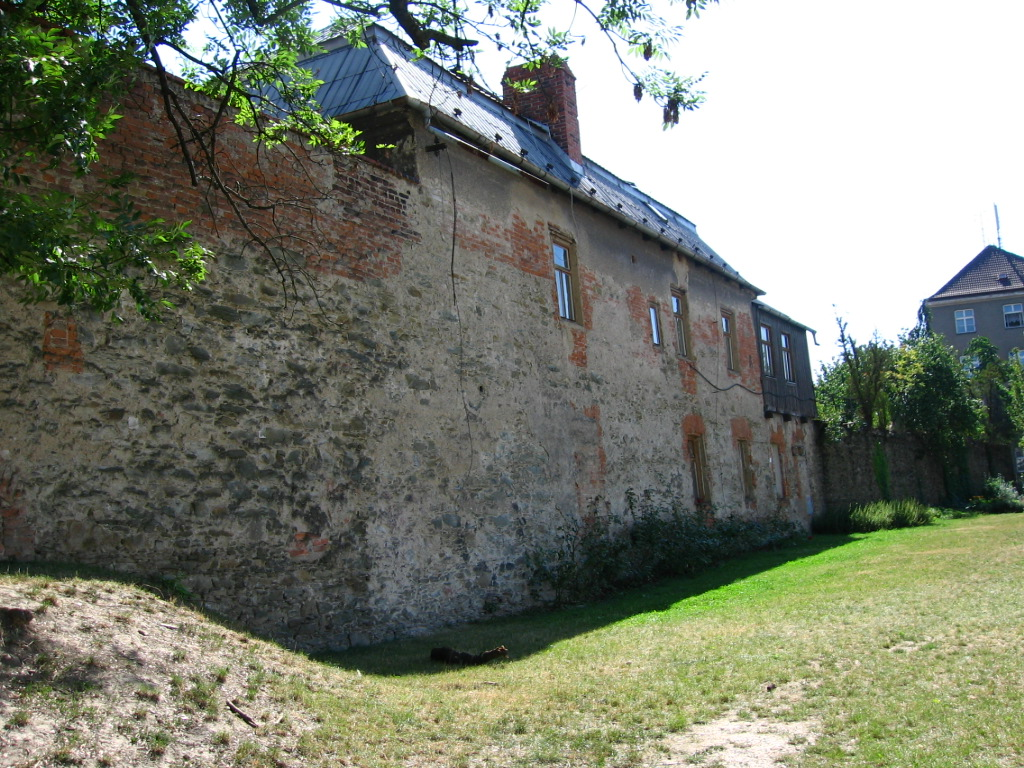
Zbytky gotických hradeb v Koželužské ulici
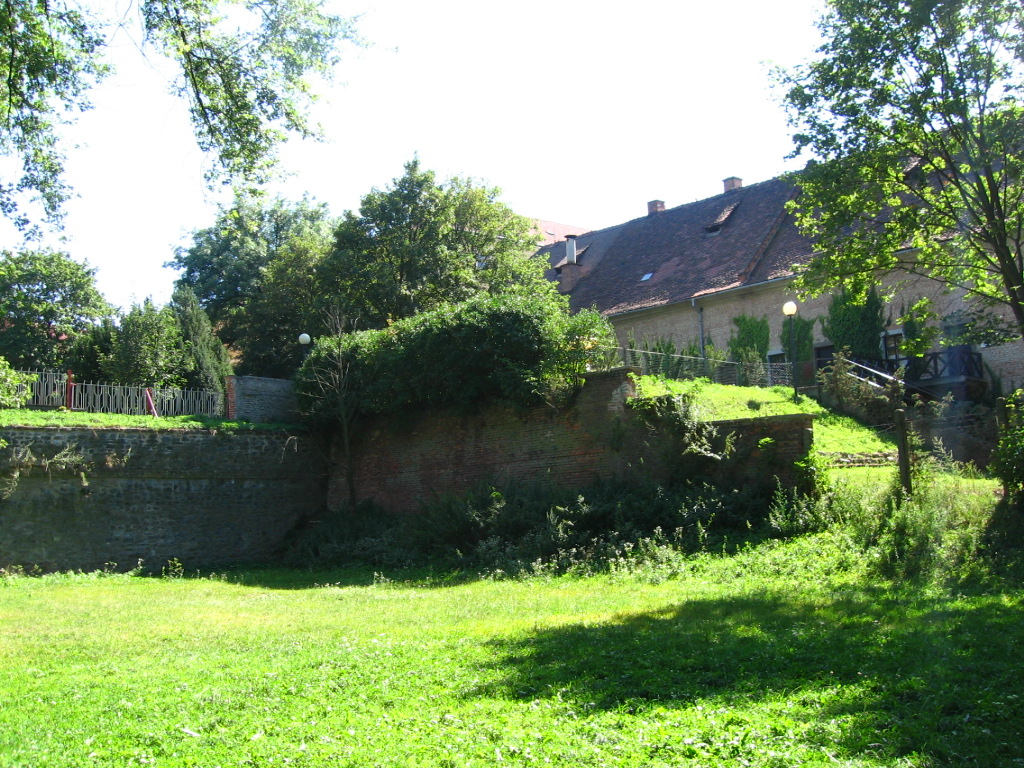
Zbytek zbouraného Špitálského bastionu v parku pod Letním kinem
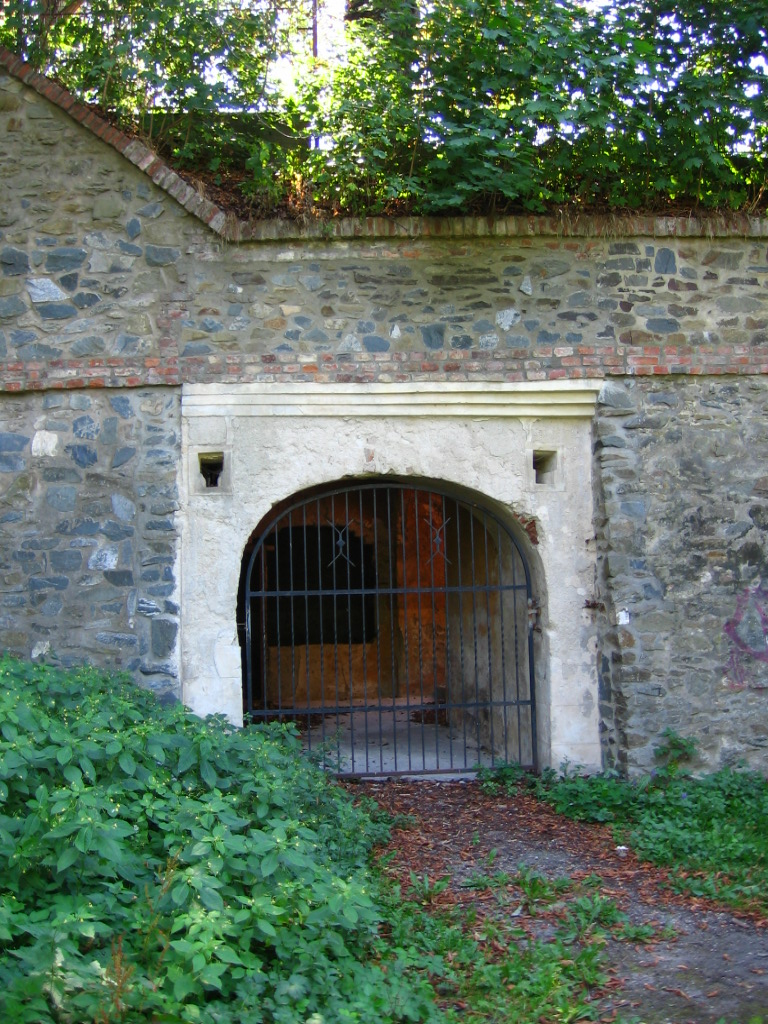
Cikánská branka v Locatelliho bastionu
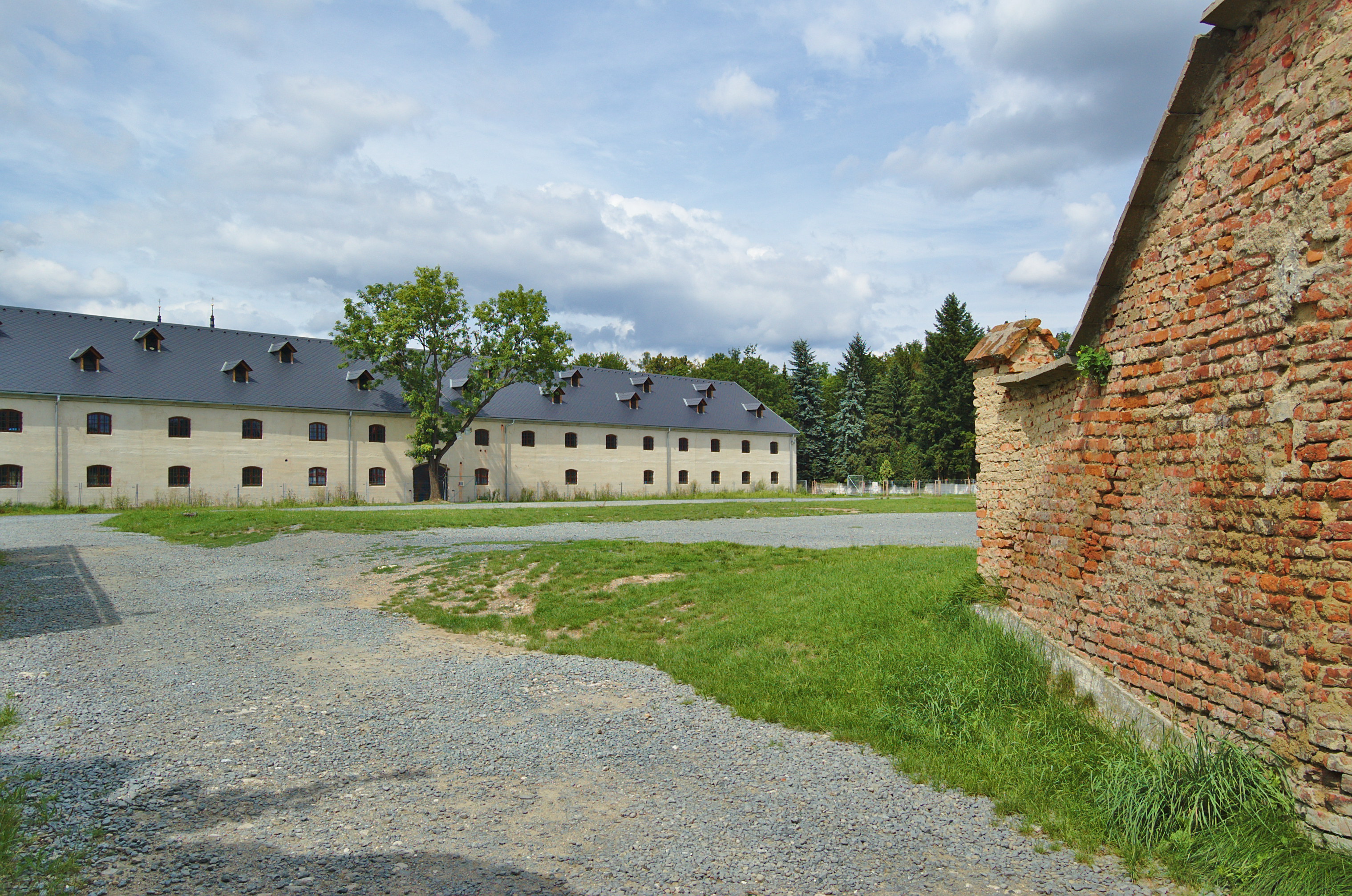
Korunní pevnůstka
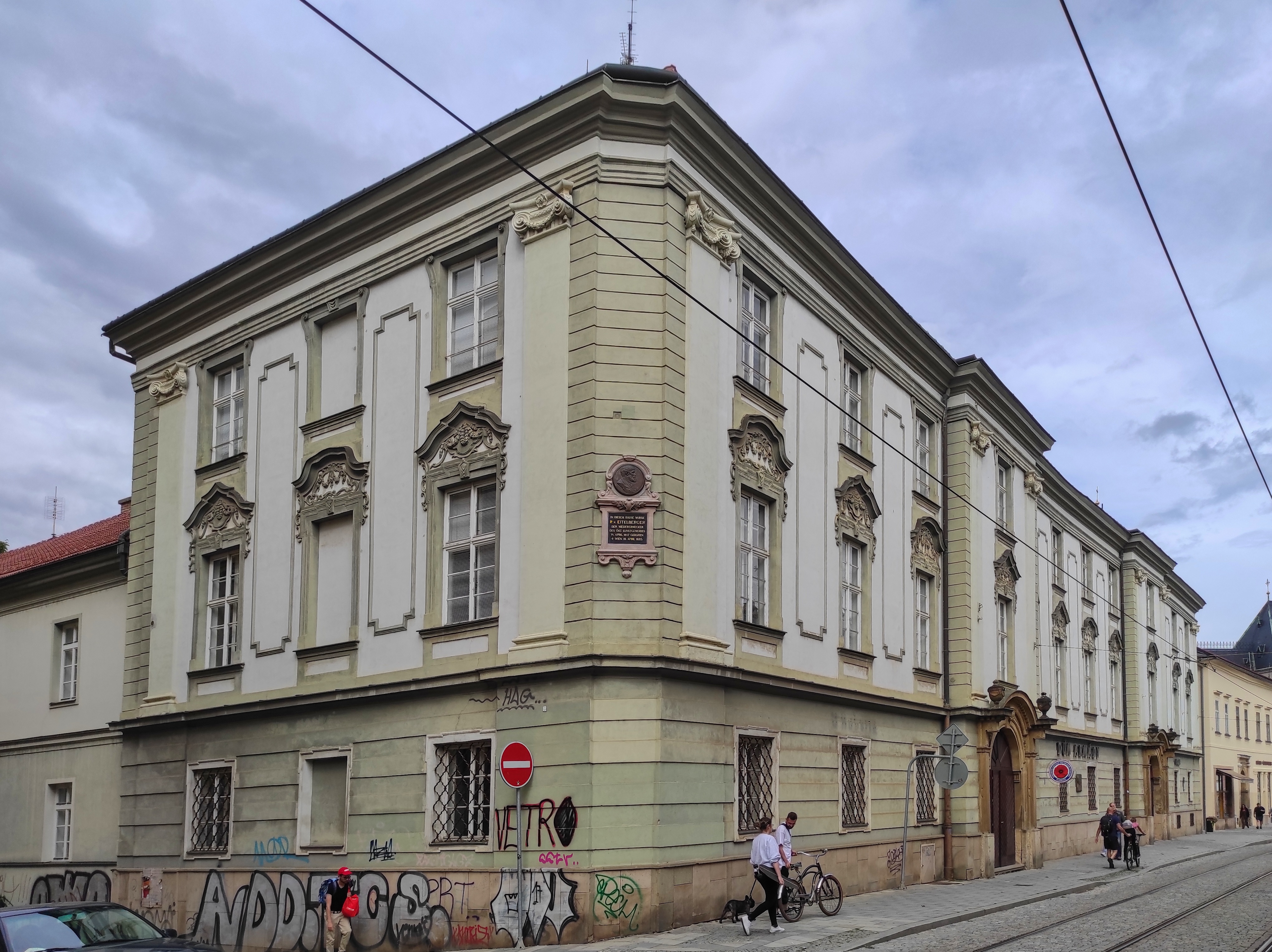
Dům armády, bývalá Kadetka